# Gustav Wesemann
Gustav Wesemann (* 1. Mai 1879 in Einbeck; † nach 1931) war ein deutscher Manager der Waffenindustrie.

## Leben
Gustav Wesemann, Sohn des Einbecker Fabrikanten August Wesemann und der Emma, geborene Stürzkober, erlangte 1898 am Realgymnasium  in Magdeburg das Abitur. Anschließend studierte er Ingenieurwissenschaften an der Technischen Hochschule Hannover. 1898 wurde er Mitglied des Corps Hannovera Hannover. 1905 schloss er das Studium mit dem Diplom-Examen ab. Anschließend diente er als Einjährig-Freiwilliger beim 2. Hannoverschen Feldartillerie-Regiment Nr. 26 in Verden (Aller). Von 1906 bis 1909 war er Regierungsbauführer bei der Eisenbahndirektion Magdeburg. 1909 legte er das Regierungsbaumeister-Examen ab. 1910 wechselte er in die Industrie und wurde zunächst Assistent von Heinrich Ehrhardt in Düsseldorf. 1911 wurde er zum Direktor der Rheinischen Metallwaren- und Maschinenfabrik AG, Abteilung Sömmerda in Thüringen, ernannt. Am Ersten Weltkrieg nahm er zunächst als Offizier im 3. Garde-Reserve-Feldartillerie-Regiment teil und wurde anschließend Hauptmann der Reserve in der Kriegsmaterialfertigung bei Rheinmetall.
Nach dem Ersten Weltkrieg kehrte er zunächst in seine alte Position in Sömmerda zurück. 1922 wechselte er als Direktor und Vorstandsmitglied zu den Deutschen Werken AG, Gewehrfabrik Erfurt. Von 1924 bis 1928 übte er eine Tätigkeit im Reichswehrministerium aus. 1928 wurde er Direktor und ordentliches Vorstandsmitglied der Berlin-Karlsruher Industrie-Werke AG (BERKA). Anfang der 1930er Jahre löste ihn Günther Quandt durch Albert Wolff ab.